# Cicones hayashii
Cicones hayashii là một loài bọ cánh cứng trong họ Zopheridae. Loài này được Sasaji miêu tả khoa học năm 1971.